# Емил Сфера
Емил Сфера (Панчево, 27. децембар 1969) српски је сликар и ликовни педагог.

## Биографија
Рођен је 27. децембра 1969. у Панчеву. Похађао је Основне школе „Ђура Јакшић” и „Исидора Секулић”. Његов таленат је препознала уметница Грбић која га је одвела у атеље Стојана Трумића. Школу цртања код академског сликара Чедомира Кесића је похађао 1984—1988. Завршио је Дизајнерску школу у Београду и дипломирао је сликарство на Академији ликовних уметности у класи професора Марије Драгојловић и Славољуба Чворовића 1994. Студијски је боравио у Паризу 1996. и 2003. године.
Након завршетка академије радио је у керамичкој радионици дом за децу без родитеља као ликовни педагог где је организовао неколико дечјих и више хуманитарних ликовних колонија сликара. Прешао је затим у Београд где је био један од учесника у оснивању Техноарта Београд, где је радио неколико година. Затим је радио у три средње панчевачке школе. Боравио је у Међународном граду уметности у Паризу 1996—2011. Од 1999. године до данас ради у Предшколској установи „Дечја радост” као ликовни педагог, где организује дечје ликовне колоније, радионице, дечји културни центар – дечју галерију.

## Чланство и награде
Члан је националних и локалних удружења ликовних уметника, међу којима су Удружење ликовних уметника Србије и Удружење ликовних уметника Војводине од 1996. године. Члан је и програмског савета Културног центра Панчева. Његова дела се налазе у многим збиркама у земљи и иностранству.
Добитник је две награде Октобарског салона у Панчеву и војвођанског признања „Нађапати Кукац Петер” за сликарство 2010. године.

## Лични живот
Ожењен је Зорицом Аћамовић са којом има сина Михајла.

## Изложбе
Колективно излаже од 1990, а прву самосталну изложбу је имао 1994. године у Галерији савремене уметности у Панчеву. Учесник је више од педесет ликовних колонија. Интензивно излаже своје циклусе слика од којих су значајни аутомобили, кишобрани, телефони, бицикли, пејзажи, банатска кућа или сан летње банатске ноћи, гуске, креденци, кловнови, Хиландар, прозор, мачка.

### Самосталне изложбе
Самостално је излагао своје слике седамдесет пута, неке од његових изложби су:
- Галерија савремене уметности у Панчеву, Галерија „Црвена комуна” Петровац на Мору, Галерија Факултета ликовних уметности Универзитета уметности у Београду, Галерија „Конкордија” Вршац и Галерија „Нова” Панчево 1995,
- Галерија „ВЛВ” Нови Сад, Галерија Југословенског културног центра Париз, Галерија Дома културе Смедерево, Галерија Покрајинског културног центра Приштина и Галерија Центра за културу Ковин 1996,
- Галерија савремене уметности у Панчеву, Кућа Ђуре Јакшића, Центар за културу Нови Пазар и Галерија „Сунце” Београд 1997,
- Галерија савремене уметности у Панчеву, Галерија СУЛУЈ, Галерија „Конкордија” Вршац, Галерија „Јован Поповић” Опово, Културни центар Чачак и Дом културе Нови Бечеј 1998,
- Удружење ликовних уметника Војводине и Међународни сајам аутомобила у Београду 1999,
- Галерија „Ликовна јесен” у Сомбору и Кафе „Александар” у Панчеву 2000,
- Галерија „Меандер” у Апатину, Културни центар Кула и Дом културе Оџаци 2001,
- Галерија „Вид” у Београду и књижара „Мала галерија” у Културном центру Панчева 2002,
- Међународни прес центар у Београду 2003,
- Културни центар Опово, Галерија Центра за културу Ковин, Галерија међународног културног центра „Yubin” у Београду, Галерија Дома културе „Вук Караџић” Омољица и Галерија „Сулув” Нови Сад 2004,
- Галерија „Свети Рафајло Банатски” у Зрењанину 2005,
- Културни центар Панчева и Галерија „Бечкерек” у Зрењанину 2006,
- Галерија „Caffe” Панчево, Галерија клуба Демократске странке Врачар и Галерија „Момент” Београд 2007,
- Галерија Института „Симо Милошевић” Игало, Галерија „Caffe” Панчево и Дом културе Самош 2008,
- Фоаје Културног центра Панчева, Галерија „Икар” Земун и Градска библиотека Панчево 2010,
- Галерија „Мост” Нови Сад, Галерија „Бачка Топола”, Галерија Културног центра Рума и Дом културе „Вук Караџић” Омољица 2011,
- Галерија „Препород” Сарајево, Међународна галерија портрета Тузла и Дом културе „29. новембар” Старчево – Галерија „Боем” 2012,
- Галерија „Блок” Београд, Галерија „СКЦ” Београд, Галерија савремене уметности у Панчеву и Галерија КЦ „Лукијан Мушицки” Београд 2013,
- Галерија савремене уметности у Панчево 2014,
- Галерија „Зрин” Загреб и Културни центар „Мацука” Велика Плана 2015,
- Центар за културу Смедерево 2016,
- Завод за проучавање културног развитка Београд 2017,
- Фоаје Културног центра Панчева и Галерија Градске библиотеке Вршац 2018,
- Галерија „СКЦ” Нови Београд 2019,
- Уметничка галерији „Стара капетанија”[5] и Галерија „Боем” у Старчеву 2023,[8]
- Фоаје Културног центра Панчева – изложба слика „Мале и велике љубави” 16—20. јануар 2024. године.[3]